# Parasmittina trispinosa
Parasmittina trispinosa är en mossdjursart som först beskrevs av Johnston 1838.  Parasmittina trispinosa ingår i släktet Parasmittina och familjen Smittinidae. Arten är reproducerande i Sverige.

## Underarter
Arten delas in i följande underarter:
- P. t. macroavicularia
- P. t. loxa
- P. t. nanshaensis